# Psychotria aristeguietae
Psychotria aristeguietae är en måreväxtart som beskrevs av Julian Alfred Steyermark. Psychotria aristeguietae ingår i släktet Psychotria och familjen måreväxter. Inga underarter finns listade i Catalogue of Life.